# Izabella Dolka
Izabella Dolka – polska lekarz weterynarii, doktor habilitowany nauk weterynaryjnych, adiunkt w Szkole Głównej Gospodarstwa Wiejskiego w Warszawie, specjalistka od anatomii patologicznej zwierząt i patomorfologii weterynaryjnej.

## Kariera naukowa
W 2006 roku na Wydziale Medycyny Weterynaryjnej Szkoły Głównej Gospodarstwa Wiejskiego w Warszawie uzyskała tytuł lekarza weterynarii. W 2009 roku została zatrudniona na tejże uczelni, a w 2010 roku uzyskała na jej Wydziale Medycyny Weterynaryjnej stopień doktora nauk weterynaryjnych na podstawie rozprawy pt. Ekspresja receptorów dla hormonów steroidowych oraz białek pro- i antyapoptotycznych w nowotworach gruczołu sutkowego suk, której promotorem był Tomasz Motyl. W 2019 roku ten sam wydział nadał jej stopień doktora habilitowanego nauk weterynaryjnych na podstawie pracy pt. Ocena przydatności diagnostycznej i prognostycznej wybranych markerów guzów gruczołu sutkowego suk oznaczanych w badaniu immunohistochemicznym oraz cytologicznym.